# Lilje Windbirk
Lilje Windbirk (tidl.: Lilje Aurora Thomsen) (født 25. februar 1971) er en dansk skuespiller, uddannet på Teaterstudio i Århus i 1999.

## Film
- Familien Gregersen (2004)

## Tv-serier
- Klovn (2005-09)